# Dysodia rajah
Dysodia rajah är en fjärilsart som beskrevs av Jean Baptiste Boisduval 1874. Dysodia rajah ingår i släktet Dysodia och familjen Thyrididae. Inga underarter finns listade i Catalogue of Life.